# Druxberge
Druxberge este o comună din landul Saxonia-Anhalt, Germania.